# Segundo Estatuto Político de la Provincia de Costa Rica
El Segundo Estatuto Político de la Provincia de Costa Rica fue emitido el 16 de mayo de 1823 por el gobierno interino y Segundo Congreso Provincial de la Provincia de Costa Rica. Se emitió justo después de la guerra de Ochomogo cuando el bando monarquista afincado en Cartago y Heredia y encabezado por Joaquín de Oreamuno como su comandante de armas, fue derrotado por el bando republicano comandando por Gregorio José Ramírez y que gravitaba en torno a San José y Alajuela.
Ramírez derrotó a Oreamuno el 5 de abril en la batalla de Ochomogo y asumió el poder hasta el 16 de abril cuando lo entregó a un Congreso Constituyente que lo ejerció entre el 16 de abril y el 10 de mayo de 1823, presidido por José María de Peralta y La Vega. Este Congreso confirmó a Ramírez en el puesto de comandante general de Armas, impuso la sede de gobierno en San José y promulgó el Segundo Estatuto Político de la Provincia que ofició como Constitución. Este Estatuto creaba una Junta Superior Gubernativa de cinco propietarios y dos suplentes y prescribía un Parlamento bicameral que nombraba un jefe político, un intendente y un comandante general de Armas. Las dos cámaras del Parlamento eran una Asamblea de Representantes y un Consejo Representativo ambos de elección popular. El primero tenía iniciativa de ley, autoridad fiscal y construcción de infraestructura, el segundo funcionaba como una cámara alta con poder de sanción de leyes, asesoraría al Poder Ejecutivo, comisión de nombramientos y tribunal de ética para los funcionarios públicos.
El estatuto se mantendría vigente de mayo de 1823 a noviembre de 1824 cuando entraría en vigor la Bases de Constitución Federal al ser Costa Rica miembro de la Federación Centroamericana.